# Odón Alonso Ordás
Odón Alonso Ordás (La Bañeza, León, 28 de febrero de 1925 - Madrid, 21 de febrero de 2011) fue un músico, compositor y director de orquesta español.

## Biografía
Hijo del también director de orquesta Odón Alonso González, fue uno de los más importantes directores de orquesta españoles de la segunda mitad del siglo XX.
Tras pasar por el Conservatorio madrileño y la Facultad de Filosofía y Letras, recaló en Siena, Salzburgo y Viena. En 1950 fue nombrado director musical del Coro de Cámara de Radio Nacional de España, y, siete años después, del Teatro de la Zarzuela. En 1960 se responsabilizó de la Orquesta Filarmónica de Madrid antes de incorporarse a la Orquesta Sinfónica de Radio Televisión Española. Cuando abandonó esta se hizo cargo de la Orquesta Sinfónica de Puerto Rico y del Festival Casals. También dirigió las restantes orquestas españolas y otras de Austria, Italia, Francia, Portugal y de diversos países americanos. Fue titular de la cátedra de ópera y oratorio de la Escuela Superior de Canto de Madrid. Fue obsequiado con la medalla de honor de la SGAE y el título de "Oficial" de la Orden de las Artes y las Letras francesas. 
Fue hijo adoptivo de Puerto Rico y recibió la Orden de Cisneros, la encomienda de número de la Orden de Isabel la Católica, la medalla de oro de Unicef y la medalla al mérito artístico y cultural de la Universidad Complutense de Madrid. En el año 1977 fue nombrado mejor director español del año por la revista RecordsWorld.
Hasta su fallecimiento dirigía el Otoño musical soriano, festival celebrado todos los meses de septiembre en la capital de Soria en el entorno del Centro Cultural Palacio de la Audiencia, cuyo auditorio principal recibe el nombre Auditorio Odón Alonso.
El 9 de febrero de 1995 fue nombrado Hijo Adoptivo de la Ciudad de Soria. En el transcurso de la clausura del Otoño musical soriano, en su edición de 2008, la decimosexta, el alcalde de Soria, Carlos Martínez, anunció que una de las plazas principales de la ciudad recibiría el nombre del maestro. 
Falleció en la madrugada del 21 de febrero de 2011 en una clínica madrileña, a la edad de 85 años. El 22 de febrero de 2011, el Ayuntamiento de Soria acordó concederle la Medalla de Oro de la Ciudad y dedicar a su memoria el festival del que fue alma mater.

## Orquestas dirigidas
- Orquesta y coro de Radio Nacional de España (1952-1956)
- Orquesta Nacional de España
- Orquesta Sinfónica de Radio Televisión Española (1968-1984)
- Orquesta Filarmónica de Málaga (1995-1999)
- Orquesta Sinfónica de Madrid
- Orquesta Sinfónica de Puerto Rico (1986-1992)
- Orquesta Filarmónica de Madrid

## Filmografía
Compuso la banda sonora original de películas como:
- Residencia para espías (1966), de Jesús Franco.
- El diablo que vino de Akasawa (1971), de Jesús Franco.
- El Coyote (1954), de Joaquín Luis Romero Marchent
- Fulano y Mengano (1957), de Joaquín Luis Romero Marchent

## Distinciones
Era comendador de número de la Orden de Isabel la Católica (1989), y poseía la Orden de Cisneros (1964), la Medalla de Oro de Unicef, la medalla al Mérito Artístico y Cultural de la Universidad Complutense de Madrid (1995) o el título de "Oficial" de la Orden de las Artes y las Letras del Gobierno francés, entre otros. En 1977 fue nombrado mejor director español del año por la revista RecordsWorld. El Pleno Municipal de la Ciudad de Soria de 9 de febrero de 1995 acordó por unanimidad la concesión del Título de Hijo Adoptivo de la Ciudad de Soria al Maestro Odón Alonso, que le fue entregado en Pleno Extraordinario de 6 de junio de ese mismo año. También fue nombrado hijo adoptivo de Puerto Rico.